# Zeche Junkernbusch
Die Zeche Junkernbusch war ein Steinkohlenbergwerk in Essen-Fischlaken. Die Zeche befand sich im Bereich von Haus Scheppen und war nur wenige Jahre in Betrieb. Die Zeche war auch unter dem Namen Junkernbusch Kohlenbergwerk bekannt, ab dem Jahr 1763 wurde sie auch Zeche Junkernbusch-Schmitbank genannt.

## Bergwerksgeschichte
Im Jahr 1751 wurden an den Unternehmer Kirschbaum die Unterwerke der Flöze Dickebank, Schmiesbank und Miemelbank für 10 Jahre verpachtet. Im Jahr 1755 wurden auf den Flözen Dicke Bank, Schmitz-Bank (Schmiesbank) und Miemelbank Abbau betrieben. Es waren für den Abbau drei Schächte vorhanden. Die Grubenwässer im Schacht wurden durch Pferdegöpel gehoben. Im Jahr 1756 war das Bergwerk nachweislich in Betrieb. Bereits vor dem Jahr 1763 ging der Bankier Kirschbaum in Konkurs. Dies hatte zur Folge, dass das Bergwerk stillgelegt wurde. Das Bergwerk blieb aber trotzdem noch offen. Im Jahr 1763 verlieh der Abt von Werden die Berechtsame an andere Gewerke. In den Jahren 1764 bis 1773 war das Bergwerk erneut in Betrieb. Im Jahr 1783 wurde eine Erlaubnis zur tieferen Lösung erteilt. Die Lösung sollte über eine Ackeldruft von der Ruhr her erfolgen. Ob die Ackeldruft jedoch angelegt wurde, ist nicht bekannt.

## Quelle
- Joachim Huske: Die Steinkohlenzechen im Ruhrrevier. Daten und Fakten von den Anfängen bis 2005 (= Veröffentlichungen aus dem Deutschen Bergbau-Museum Bochum 144). 3. überarbeitete und erweiterte Auflage. Selbstverlag des Deutschen Bergbau-Museums, Bochum 2006, ISBN 3-937203-24-9.